# تونومتری
در چشم‌پزشکی تونومتری یا فشارسنجی چشم روشی است که متخصصان چشم‌پزشکی جهت تعیین فشار مایع داخل چشم به‌کار می‌برند. این آزمایش یکی از مهم‌ترین روش‌ها برای تشخیص بیماری آب‌سیاه است. اغلب تونومترها به‌گونه‌ای تنظیم شده‌اند که فشار داخل چشم را بر حسب میلی‌متر جیوه نشان دهند. روش‌های متعددی جهت اندازه‌گیری فشار داخل چشم وجود دارد اما در حال حاضر تونومتری گُلدمان یکی از پذیرفته‌شده‌ترین روش‌های اندازه‌گیری فشار داخل چشمی است.
از مزایای تونومتر گلدمن یا همان applanation این است که دقیقترین روش برای اندازه‌گیری فشار داخل چشم به‌شمار می‌آید. از معایب این روش می‌توان به استفاده از قطره بیحسی و وارد کردن فشار واقعی بر روی چشم که باعث آزار بیماران و خستگی کاربران می‌شود اشاره کرد.
روش‌های دیگر اندازه‌گیری فشار مایع داخل چشم عبارتند از:
air puff: در این روش با استفاده از برخورد هوای متحرک به قرنیه و عکس‌العمل قرنیه نسبت به این حجم اندک هوا یا در اصطلاح «پف» مقدار فشار مایع چشمی اندازه‌گیری می‌شود.
rebound: در این شیوه با استفاده از برخورد یک پروب با قطر ۱ میلی‌متر در کسری از ثانیه با سطح قرنیه و برگشت آن به داخل دستگاه فشار مایع چشمی اندازه گرفته می‌شود.
M-TONX) Vandad):ترکیبی از فناوری bound و rebound  که قابلیت اندازه گیری همزمان  فشار داخل چشم و ضخامت قرنیه را دارد.

## نگارخانه

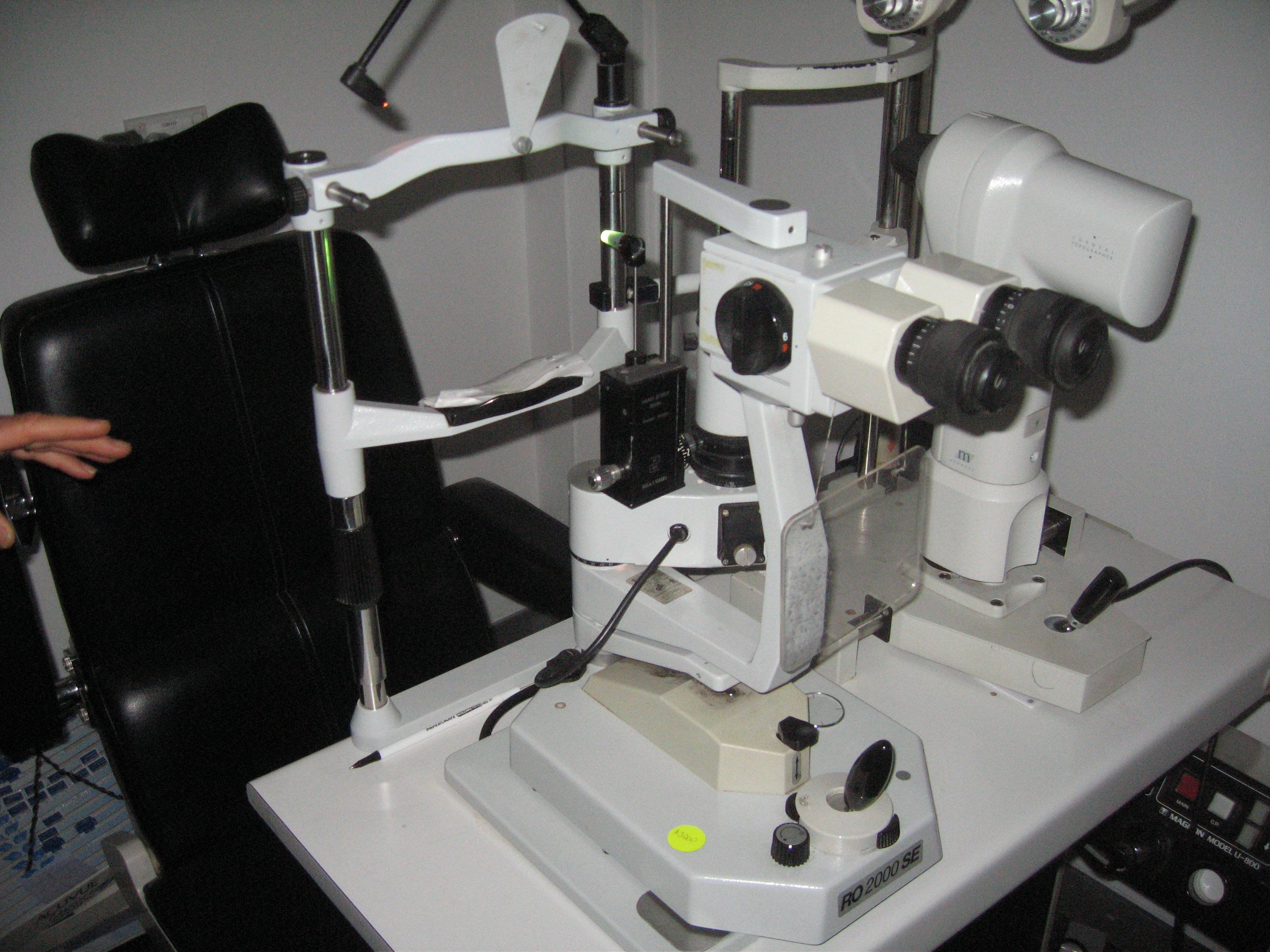
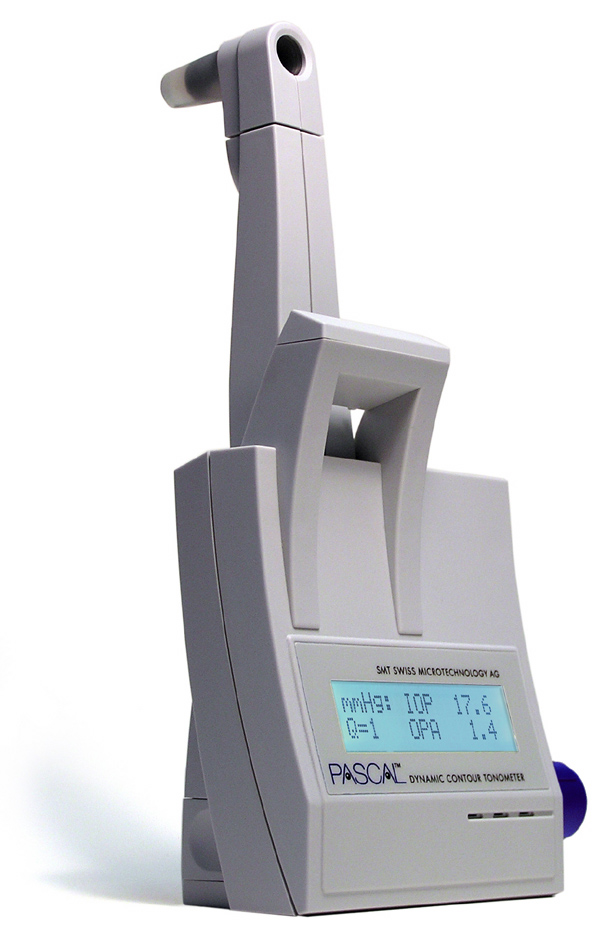
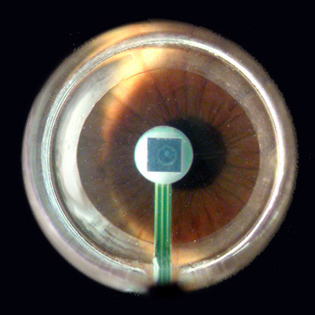
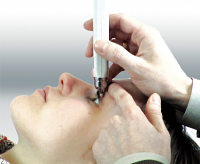
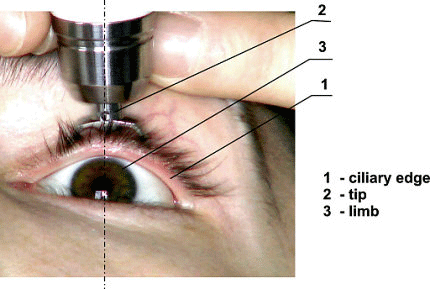

<Clinical Validation of M-TONX: A Novel Combo Rebound Tonometer and Pachymeter https://doi.org/10.1167/tvst.13.12.34>== منابع
1. ↑  Amm M, Hedderich J. "[Transpalpebral tonometry with a digital tonometer in healthy eyes and after penetrating keratoplasty.]" Ophthalmologe. 2005 Jan;102(1):70-6. PMID 15322801.
2. ↑  Schlote T, Landenberger H. "[Intraocular pressure difference in Goldmann applanation tonometry versus a transpalpebral tonometer TGDc-01'PRA' in glaucoma patients]." Klin Monatsbl Augenheilkd. 2005 Feb;222(2):123-31. PMID 15719316.
3. ↑  [3]